# Legionovia Legionowo (piłka nożna)
Legionovia Legionowo – polski klub piłkarski z siedzibą w Legionowie, założony w 1930, od sezonu 2024/2025 występujący w IV lidze. 

## Piłkarze

### Skład w 2023
Stan na 28 kwietnia 2023
| Nr | Poz. | Piłkarz            |
| -- | ---- | ------------------ |
| 1  | BR   | Marcin Makulec     |
| 12 | BR   | Jan Krzywański     |
| 33 | BR   | Paweł Błesznowski  |
| 3  | OB   | Adam Waszkiewicz   |
| 5  | OB   | Wojciech Mucha     |
| 15 | OB   | Janusz Selibórski  |
| 19 | OB   | Grzegorz Wojdyga   |
| 22 | OB   | Karol Barański     |
| 25 | OB   | Szymon Sokolnicki  |
| 30 | OB   | Mikołaj Gibas      |
| 66 | OB   | Kacper Kaczorowski |
| 99 | OB   | Daniel Choroś      |

| Nr | Poz. | Piłkarz           |
| -- | ---- | ----------------- |
| 2  | PO   | Sebastian Gołąb   |
| 6  | PO   | Konrad Zaklika    |
| 7  | PO   | Michał Suchanek   |
| 14 | PO   | Patryk Koziara    |
| 20 | PO   | Stanisław Mitura  |
| 21 | PO   | Kamil Kumoch      |
| 23 | PO   | Bartosz Mroczek   |
| 37 | PO   | Piotr Sonnenberg  |
| 88 | PO   | Bartosz Rymek     |
| 8  | NA   | Patryk Rycaj      |
| 9  | NA   | Dawid Papazjan    |
| 10 | NA   | Dariusz Zjawiński |
| 27 | NA   | Szymon Wiejak     |

## Sukcesy
- 2. miejsce w III lidze (1996/1997)
- 1. miejsce w III lidze (2012/2013)
- 4. miejsce w II lidze wschodniej (2013/2014)
- 1/16 finału Pucharu Polski (2018/2019)[2]

## Trenerzy
22 sierpnia 2023 trenerem został Marcin Broniszewski. Od 27 lipca 2020 do 17 czerwca 2023 funkcję szkoleniowca pełnił Michał Piros, a od 23 czerwca 2023 do 21 sierpnia 2023 Marcin Woźniak.